# Adimanto de Atenas
Adimanto (en griego antiguo Ἀδείμαντος), hijo de Leucolófides, fue un militar ateniense en activo a finales del siglo V a. C.
Fue elegido strategos (general) para las operaciones terrestres junto a Aristócrates, ambos a las órdenes de Alcibíades durante la expedición en el año 407 a. C. contra Andros, isla bajo el control de Esparta desde el año 410 a. C., que había hecho defección de la Confederación de Delos. En el mismo año, Alcibíades eligió a Adimanto y Trasíbulo «como colegas», y zarparon de Samos con una flota rumbo a Cime, ciudad a la que atacaron y como no consiguieron conquistarla, devastaron su territorio.
En 406 a. C., después de la batalla naval de las Arginusas fue nombrado strategos de nuevo, junto a Filocles, Tideo, Menandro y Conón. Este último no fue destituido ni enjuiciado en el proceso incoado contra los estrategos que participaron en dicha batalla.
Después de la derrota sufrida en la batalla de Egospótamos (405 a. C.), Filocles (uno de los strategos) y él fueron apresados por los vencedores espartanos por orden de Lisandro. Poco después, el navarco espartano reunió a la Liga del Peloponeso para deliberar sobre los prisioneros. Como Adimanto se había opuesto al decreto de la Asamblea ateniense de que si vencían a los lacedemonios les cortarían la mano derecha, fue el único de los prisioneros que no fue condenado a muerte. Fue acusado de traición por muchos en esta batalla, y fue destituido después por Conón. Según Pausanias, Adimanto y otros strategoi fueron sobornados por los espartanos antes del comienzo de la batalla.
Después de estos acontecimientos no es mencionado más en las fuentes.